# Stanley Milgram
Stanley Milgram (New York, 15 augustus 1933 – aldaar, 20 december 1984) was een sociaal psycholoog aan de Yale University die vooral bekend geworden is door een tweetal experimenten: het zogenaamde Small World-experiment en het  Milgram-experiment, over gehoorzaamheid aan autoriteit.

## Carrière
Milgrams academische carrière begon met het in 1954 halen van zijn Bachelors in Political Science aan de Queens College universiteit in New York. Hierna probeerde hij zich in te schrijven aan Harvard University, om deel te nemen aan het PhD programma in sociale psychologie. Hij werd geweigerd door zijn gebrek aan psychologische achtergrond. Na het nemen van en slagen in een aantal psychologische vakken werd hij alsnog aangenomen, en hij haalde zijn PhD in 1960. Milgrams mentor was psycholoog Solomon Asch, die een aantal belangrijke experimenten deed naar conformiteit en groepsdruk. Milgram stierf op 51-jarige leeftijd aan een hartaanval, waarmee een einde kwam aan het leven van een van de meest invloedrijke psychologen van de 20e eeuw.

## Gehoorzaamheidsexperiment
Milgram is tijdens zijn leven vooral in opspraak gekomen door zijn experiment naar gehoorzaamheid, zie Milgram-experiment. In dit experiment liet hij de proefpersoon vragen stellen aan een zogenaamde tweede proefpersoon (in werkelijkheid echter een acteur), in een andere ruimte. Bij een verkeerd antwoord moest een stroomschok van oplopende sterkte worden toegediend, zogenaamd om onderzoek te doen naar leren onder druk. Het onderzoek ging in werkelijkheid over de invloed van autoriteit, en of de autoriteit van een onderzoeker iemand er toe kon zetten om zijn morele grenzen te overschrijden. De conclusie was schokkend: zo'n 65 procent van de proefpersonen ging door tot een dodelijk niveau van stroomsterkte. De proefpersoon wist echter niet dat er in werkelijkheid geen stroomschokken werden toegediend: de acteur (zogenaamde tweede proefpersoon) simuleerde pijn.
Milgrams uitspraak dat
wanneer men in het Amerika van vandaag de dag een naziconcentratiekamp op zou zetten, men geen enkele moeite zou hebben om dit te bemannen
leidde tot veel ophef in de media. Bovendien werd Milgram door de APA (American Psychological Association) aangevallen op ethische gronden: hij zou zijn proefpersonen onder te grote psychische druk zetten, en ze naderhand niet goed begeleid hebben.

## Brievenmethode
In 1963 liet hij studenten van Yale enveloppen verspreiden in New Haven, alsof ze per ongeluk verloren waren door iemand die ze wilde posten. Alle brieven hadden hetzelfde adres, P.O. Box 7147 in New Haven, maar de naam van de geadresseerde verschilde. 100 waren geadresseerd aan "Friends of the Nazi Party", 100 aan "Friends of the Communist Party", 100 aan "Medical Research Associates" en 100 aan "Walter Carnap". Milgram beheerde de bewuste postbus, en keek welke brieven door de vinder alsnog gepost werden. De Medical Research Associates en Walter Carnap kregen respectievelijk 71 en 72 brieven terug, de nazi's en de communisten maar 25. Hiermee had hij een nieuwe methode ontwikkeld om de houding van mensen ten opzichte van controversiële groepen en onderwerpen te testen. Omdat men niet weet dat men onderdeel van een psychologisch experiment is, zijn de uitkomsten veel betrouwbaarder dan die uit bijvoorbeeld enquêtes.

## Small World-experiment
Een ander bekend experiment van Milgram is het zogenaamde Small World-experiment. Het gaat hier om een toegepast wiskundig probleem. Stel: je hebt twee personen, via hoeveel stappen zijn ze dan als kennissen verbonden? Dat wil zeggen, als ze elkaar kennen is dat één stap, als ze een gezamenlijke kennis hebben, twee stappen, als ze ieder een persoon kennen die elkaar kennen, drie stappen, enzovoort. Wiskundigen probeerden uit te vinden hoe groot die keten gemiddeld voor twee personen zou zijn, maar dat bleek moeilijk te zijn. Het probleem is dat als ik twee personen ken, de kans groter dan gemiddeld is dat deze twee ook elkaar kennen. Maar hoeveel groter?
Milgram besloot dit experimenteel uit te zoeken. Hij stelde een brief op met de gegevens van een persoon en gaf deze aan een aantal willekeurige personen in andere staten van de VS. Hen werd gevraagd de brief aan de bewuste persoon te geven als ze haar kenden en anders door te geven of te sturen naar een kennis van hen van wie ze verwachtten dat die het dichtste bij de doelpersoon zou zijn.
Het experiment is de bron van de term 'six degrees of separation', omdat Milgram, in latere uitvoeringen van het experiment, kwam tot een gemiddelde van 5,5 stappen. Of dit aantal ook werkelijk betrouwbaar is, is nog maar de vraag. Het is niet duidelijk of de correctie voor het (grote) aantal ketens dat afgebroken werd voordat de brief bij de doelpersoon aankwam correct is gedaan. En er wordt wel gesteld dat onevenredig veel van de beginpersonen mensen met meer dan het gemiddelde aantal van contacten waren.